# نظریه بازیابی توجه
نظریه بازیابی توجه یا نظریه بازگردانی توجه (به انگلیسی: Attention restoration theory) بیان می‌کند که افراد می‌توانند پس از گذراندن زمانی در طبیعت یا حتی تماشای صحنه‌های طبیعت بهتر تمرکز کنند. محیط‌های طبیعی سرشار از «جذابیت‌های نرم» است که فرد می‌تواند با «توجه بی‌دردسر» به آنها فکر کند، مانند ابرهایی که در آسمان حرکت می‌کنند، برگ‌هایی که در نسیم خش‌خش می‌کنند یا آب بر روی صخره‌ها در یک جویبار. از نظر فلسفی، طبیعت از دیرباز به عنوان منبع صلح و انرژی پنداشته می‌شد، با این حال جامعه علمی آزمایش‌های دقیقی را تنها در دهه ۱۹۹۰ آغاز کرد که اجازه داد دیدگاه‌های علمی و دقیقی دربارهٔ اینکه آیا طبیعت ویژگی ترمیمی دارد یا خیر، ارائه شود.
توجه ممکن است با تغییر به نوع دیگری از کار که از بخش‌های مختلف مغز استفاده می‌کند، «بازیابی» شود، مانند اصطلاح آشنای «تغییر به اندازه استراحت خوب است». از سوی دیگر، قرار گرفتن در محیط‌های طبیعی و طبیعت وحشی دارای مزایای روانی از جمله بازگرداندن توجه است.